# Patoruzú
Patoruzú (Curugua-Curiguagüigua en la primera aparició; Patoruzito a les aventures de joventut) és un tradicional personatge d'historieta de l'Argentina, creat pel dibuixant i empresari Dante Quinterno. És considerat com l'heroi més popular dels còmics de l'Argentina. Patoruzú és un adinerat cacic Tehueltxe amb grans propietats immobiliàries a la Patagònia, i posseeix una força física sobrehumana i un cor caritatiu però ingenu. Originalment era un personatge secundari de la sèrie Don Gil Contento de Quinterno, però es va fer tan popular entre els lectors que el còmic va ser rebatejat amb el seu nom.

## Història

Vinyeta apareguda al diari Crítica el 18 d'octubre de 1928, anunciant l'aparició de l'indi Curuguá-Curiguagüiguá, que amb el temps acabarà anomenant-se Patoruzú.

Va aparèixer per primer cop a la tira d'un altre personatge Las aventuras de Don Gil Contento del diari Crítica. El 17 de octubre de 1928 el diari Crítica anunciava que "Don Gil Contento adoptará al indio Curugua-Curiguagüigua", l'endemà un altre avís deia "mañana debuta el indio Curugua-Curiguagüigua". Sense comptar els anuncis, la seva primera aparició es va produir al mateix diari el 19 d'octubre de 1928 en un paper secundari. L'endemà l'autor li va canviar el nom de Curugua-Curiguagüiguapel pel de Patoruzú. El nom derivava d'una llaminadura de l'època anomenat "Pasta de orozú" (pasta de regalèssia). La tira va acabar el dia 21.
El 27 de setembre de 1930 el personatge apareix a la tira Julián de Monte Pío, del diari La Razón i en poc temps es converteix en protagonista, canviant el nom de la tiera al de Patorozú l'agost de 1931.
L'11 de desembre de 1935 la historieta pasa a publicarse al diario El Mundo, sent la primera revenda de una historieta en Argentina. Els drets pertanyien a l'autor, que amb el traspàs crea el primer sindicat d'historietes del país, el Sindicato Dante Quinterno. El 1936 apareix una pàgina a color a la revista Mundo Argentino, i les tires es publiquen en diaris de l'interior.
Aquell any, el 10 de novembre, apareix el nº 1 de la revista Patoruzú, esgotant-se el mateix dia. Al debut es recopilava la tira publicada a El Mundo. A partir del segon número es produeixen nous capítols amb el nom de Nuevas aventuras. Aquestes historietes es van començar a republicar a la revista Las grandes Andanzas del Indio Patoruzú, que va aparèixer el 16 de octubre de 1956. Nous episodis fets per a aquesta revista apareixen des del nº 55 de juliol del 61. A l'actualitat es continuen reeditant.
El personatge ha estat editat des de la seva creació fins a l'actualitat, en diversos formats, així com a la pantalla gran, primer amb un curtmetratge, Upa en apuros (1942), considerat el primer dibuix animat argentí en Technicolor, i després amb dues pel·lícules, Patoruzito (2004) i Patoruzito: la gran aventura (2006). Des de 1977 les histories que es publiquen són reimpressions. La darrera història original va ser publicada al número 2045, últim de la col·lecció.
A Rosario, Argentina, el 26 de novembre de 1932 es va inaugurar un bust de Patoruzú, al desaparegut club Patoruzú Futbol Club, obra de l'escultor Erminio Blotta (1892-1976). També a la ciutat de La Plata hi ha un monument a Patoruzú a la República de los Niños, al costat del de Mafalda, una altra gran de la historieta argentina.